# 6808 Plantin
6808 Plantin è un asteroide della fascia principale. Scoperto nel 1932, presenta un'orbita caratterizzata da un semiasse maggiore pari a 2,2481063 UA e da un'eccentricità di 0,0945485, inclinata di 7,56917° rispetto all'eclittica.
È così chiamato in onore di Christophe Plantin, tipografo fiammingo del XVI secolo.